# Parafia Wniebowzięcia Najświętszej Maryi Panny w Strachówce
Parafia Wniebowzięcia Najświętszej Maryi Panny w Strachówce – parafia rzymskokatolicka należąca do dekanatu jadowskiego, diecezji warszawsko-praskiej, metropolii warszawskiej Kościoła katolickiego.
Erygowana w 1951. Mieści się przy ulicy Norwida. Prowadzą ją księża diecezjalni.

## Obszar parafii

### Miejscowości
W granicach parafii znajdują się miejscowości: Księżyki, Osęka, Strachówka i Zofinin.